# Чемпионат СССР по вольной борьбе 1991
47-й Чемпионат СССР по вольной борьбе проходил в Запорожье 12—15 июня 1991 года.

## Медалисты
| Весовая категория   | Золото                               | Серебро                       | Бронза                           |
| ------------------- | ------------------------------------ | ----------------------------- | -------------------------------- |
| Наилегчайший вес    | Вугар Оруджев Гомель                 | Юрий Мамышев Абакан           | Намик Абдуллаев Баку             |
| Легчайший вес       | Султан Давудов Махачкала             | Владимир Тогузов Владикавказ  | Маулен Мамыров Талды-Курган      |
| Полулёгкий вес      | Сергей Смаль Гомель                  | Абдулазиз Азизов Махачкала    | Виталий Гульчеев Владикавказ     |
| Лёгкий вес          | Гаджи Рашидов Махачкала              | Газихан Азизов Волгоград      | Магомед-Наби Магомедов Махачкала |
| 1-й полусредний вес | Кенжебек Омуралиев Бишкек            | Гоча Макоев Сочи              | Эскандер Юсупов Ташкент          |
| 2-й полусредний вес | Насыр Гаджиханов Махачкала           | Сайгид Катиновасов Моск. обл. | Виктор Пейков Кишинёв            |
| 1-й средний вес     | Расул Катиновасов Московская область | Эльмади Жабраилов Махачкала   | Рустем Келехсаев Владикавказ     |
| 2-й средний вес     | Шамиль Абдурахманов Минск            | Руслан Озроков Черкесск       | Андрей Лыков Красноярск          |
| Полутяжёлый вес     | Андрей Головко Черкесск              | Валерий Жуков Кострома        | Давуд Магомедов Махачкала        |
| Тяжёлый вес         | Геннадий Жильцов Красноярск          | Игорь Климов Брянск           | Алексей Медведь Минск            |